# Big Boy (film 2010)
Big Boy (บิ๊กบอย) è un film del 2010 diretto da Monthon Arayangkoon.

## Trama
Bo è uno studente modello del primo anno in una famosa università nel nord del paese. Tra pochi mesi dovrà seguire i suoi genitori per aprire un ristorante thailandese in America, ma ha premesso di prendersi cura del nonno malato. Bo scopre che suo nonno un tempo inseguiva la danza, ma non è riuscito a realizzare i suoi sogni. Adesso il nonno spingere il giovane a realizzare finalmente i suoi sogni.